# نیکی ویور
نیکی ویور (انگلیسی: Nicky Weaver؛ زادهٔ ۲ مارس ۱۹۷۹) یک بازیکن فوتبال اهل بریتانیا است.